# Cuisine guatémaltèque
La cuisine guatémaltèque est une fusion de différentes pratiques alimentaires de personnes de milieux très diversifiés. Elle regroupe, la nourriture typique des Mayas dans les hautes terres, les plats des Ladinos dans les zones urbaines et les plaines, et dans une moindre mesure, une cuisine aux influences africaines chez les Garifunas.

## Particularités
La civilisation maya s'est étendue sur une grande partie de l’Amérique centrale, c'est pourquoi la gastronomie guatémaltèque est proche d'autres cuisines, notamment de celle mexicaine, dont les ingrédients de base sont les mêmes, à la différence près que le piment est servi à part au Guatemala.
Les Mayas utilisaient surtout le maïs, se désignant comme le « peuple véritable », ceux qui ne mangeaient pas de maïs avaient une « chair différente ». Ainsi, la tradition veut encore que les mères placent un épi de maïs dans la main des nouveau-nés, et ne consomment que des plats à base de maïs pendant leur allaitement pour que leur enfant développe une « vraie chair ».
On retrouve également dans l'alimentation maya : les haricots (frijoles), l'avocat, la tomate, le piment, le chocolat ou la vanille.
Avec l'arrivée des colons espagnols, les Guatémaltèques ajoutent d'autres ingrédients à leur cuisine comme la viande de porc ou de poulet, la banane ou la noix de coco.
En 2005, un rapport du bureau de l'Organisation des Nations Unies pour l'alimentation et l'agriculture (FAO) au Guatemala montre que l'alimentation de 75 % des familles guatémaltèques est composée uniquement de cinq aliments: les tortillas de maïs, le pain sucré, les haricots, les œufs et la tomate.

## Quelques spécialités

### Spécialités déclarées patrimoine culturel de la nation
En 2007, le gouvernement du Guatemala déclare patrimoine culturel immatériel de la nation quatre plats typiques,:
- Le jocón : bouillon de légumes, d'épices et de viande ;
- Le pepián : ragoût de poulet au güisquil (courge) servi à des occasions spéciales[2];
- Le kaq'ik : plat d'origine indigène à la dinde, dans une soupe aux épices et aux légumes ;
- Les plátanos en mole : plat au chocolat, au sésame et à la cannelle.

Ces plats sont nés au XVIe siècle dans les cuisines des grandes familles du royaume du Guatemala et dans les couvents espagnols, ils étaient servis dans des cérémonies où assistaient les familles les plus riches.

### Autres spécialités

#### Petit-déjeuner
Le petit-déjeuner est souvent composé d’œufs, de haricots noirs, de fromage, de bananes frites et de fruits. Il peut être accompagné de café.

#### Plats

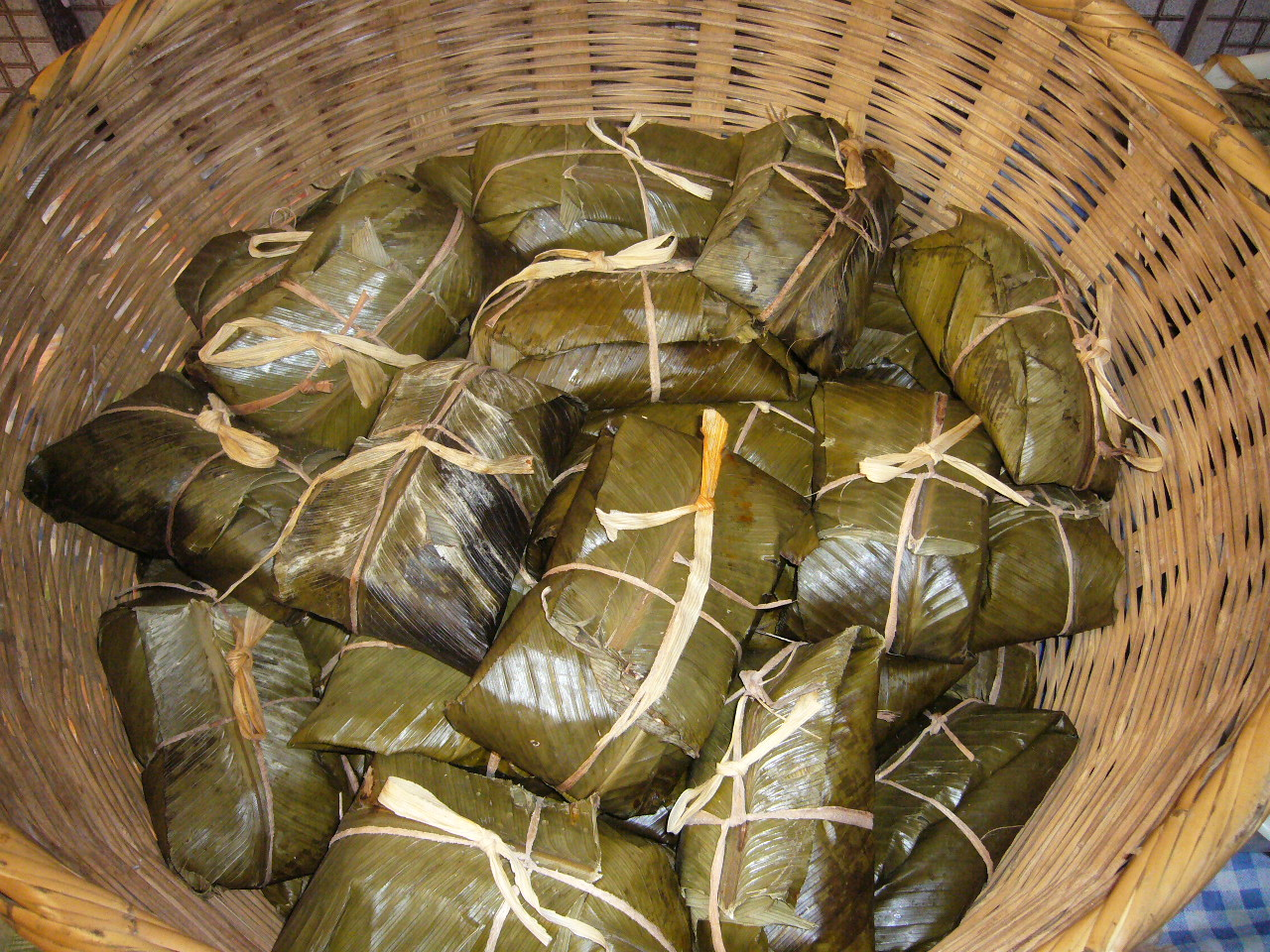
Les tamales

- Tamales : papillote dans une feuille de maïs ou de banane dont la composition varie grandement
- Pescado blanco : poisson
- Ceviche : poisson ou fruits de mer froids marinés
- Tapado : soupe de poisson à la banane verte et à la crème de coco
- Chile relleno : poivron farci
- Mojarra frita : poisson frit à l'ail
- Fiambre : plat traditionnel, aux ingrédients multiples, uniquement servi à l'occasion de la fête des morts (début novembre)

Les accompagnements classiques sont les haricots noirs (frijoles) et le riz.

#### Desserts
- Rellenitos de plátano : boulettes aux bananes plantain et à la purée de haricots sucrés

#### Boissons

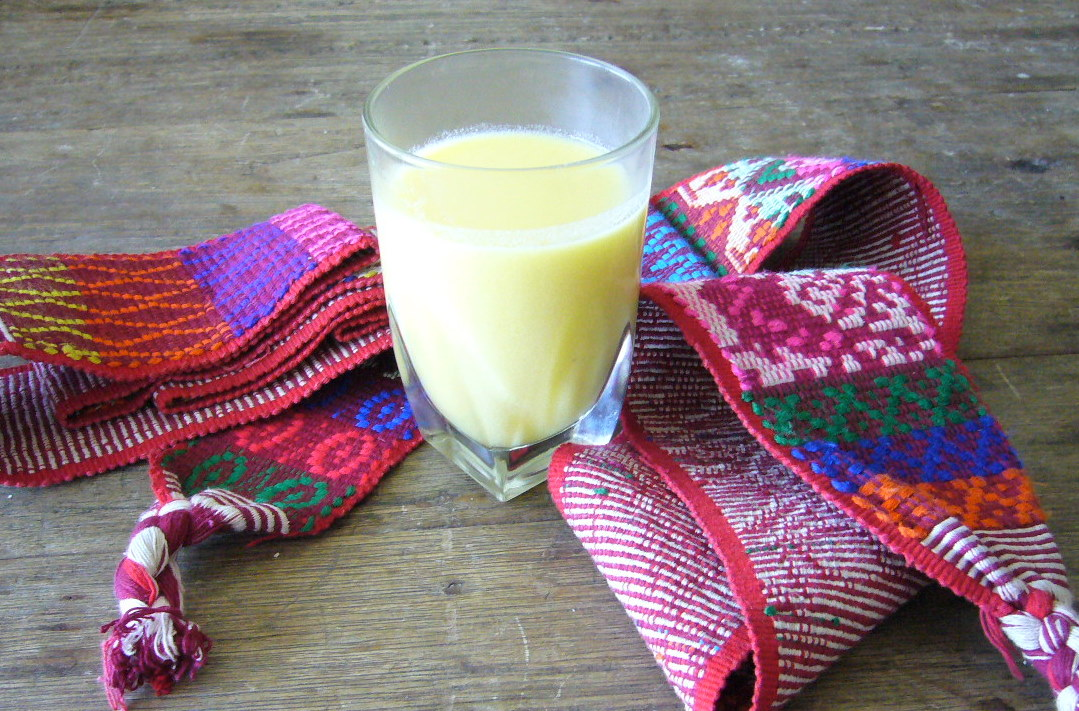
Atol

- Atol : boisson chaude sucrée au maïs ou à la banane
- Mosh : boisson à l'avoine
- Zacapa centenario: rhum vieilli de 16 ans minimum en fût de chêne et caramélisé